# Bergheim (Flachgau)
Bergheim ist eine österreichische Gemeinde im Bundesland Salzburg mit 5853 Einwohnern (Stand 1. Jänner 2024). Der südliche Teil des Gemeindegebiets grenzt an die Landeshauptstadt Salzburg. Der Plainberg mit dem Wallfahrtsort Maria Plain bildet die Grenze zwischen Gemeinde und Stadtgebiet sowie die Abgrenzung zwischen Stadt und Land Salzburg.

## Geografie

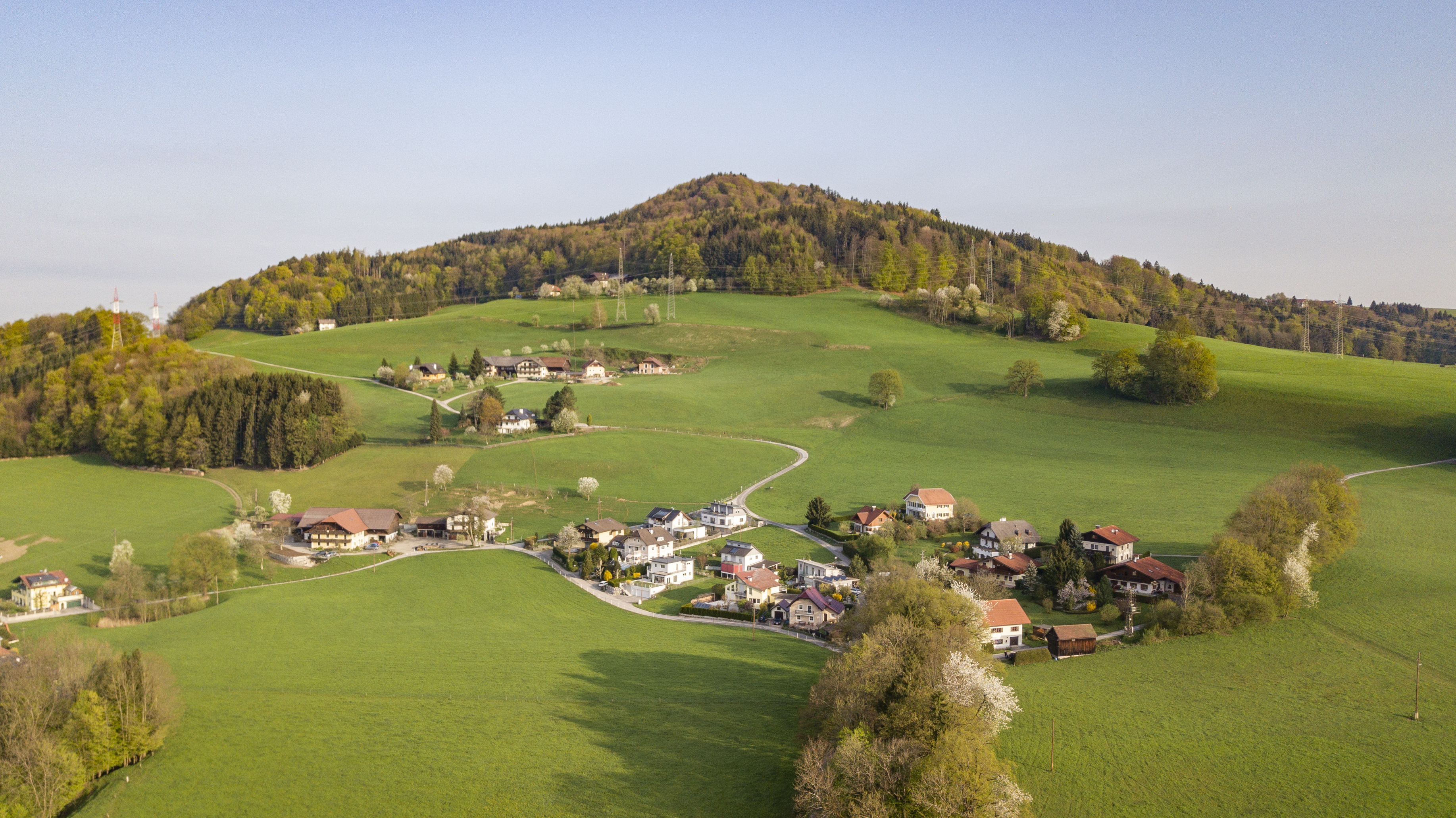
Gitzen

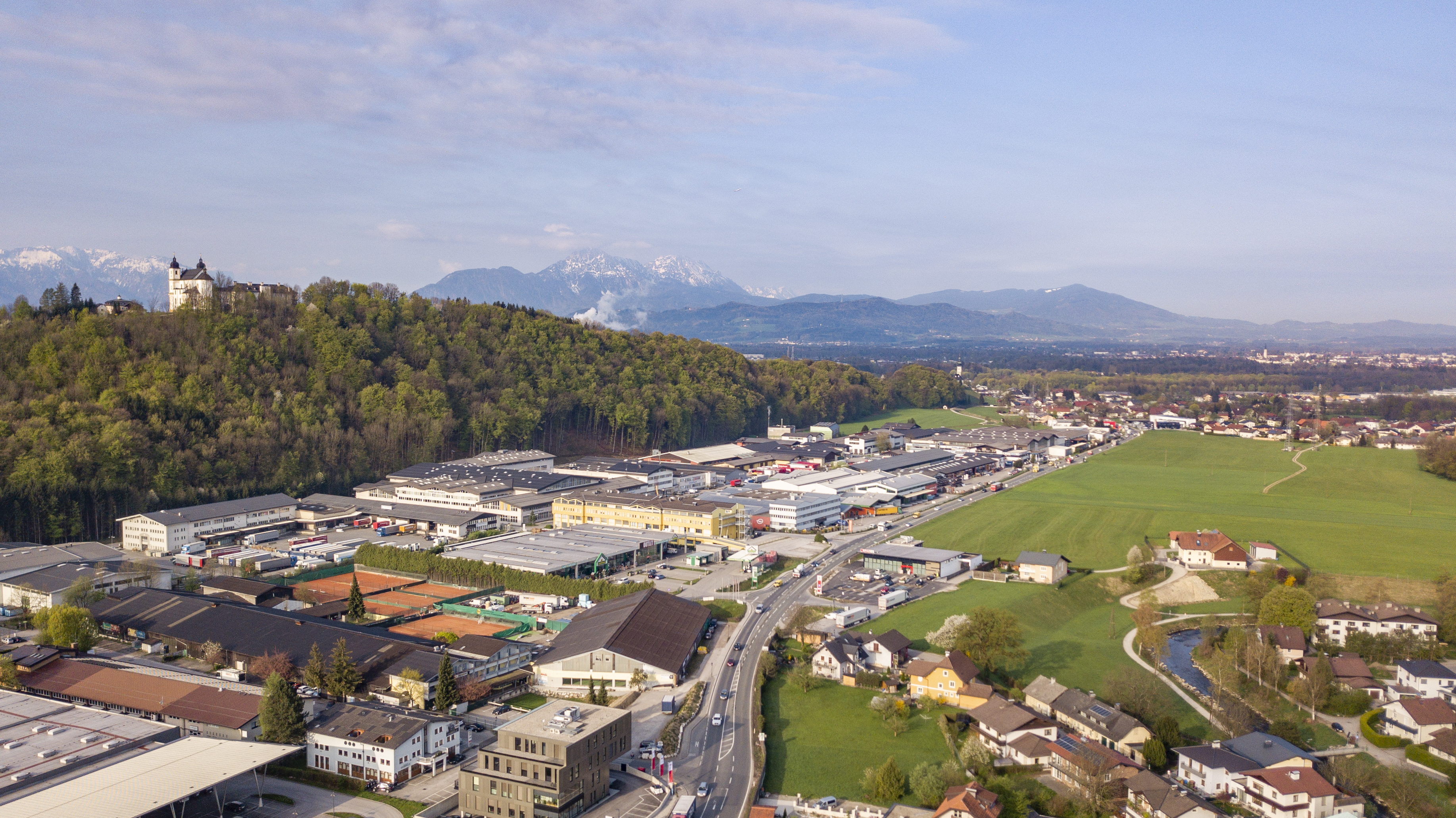
Gewerbegebiet mit Maria Plain

Die Gemeinde Bergheim liegt im Bezirk Salzburg-Umgebung, unmittelbar am nördlichen Stadtrand Salzburgs im gleichnamigen Bundesland, und ist Teil des Gerichtsbezirks Seekirchen am Wallersee. Auf einer Fläche von etwa 15 km² leben etwa 5425 Menschen mit Hauptwohnsitz in den insgesamt elf Ortsteilen Bergheim, Fischach, Gaglham, Hagenau, Kemating, Lengfelden, Maria Plain, Muntigl, Radeck-Kasern, Siggerwiesen und Voggenberg.
Bergheim liegt im nördlichen Alpenvorland, wird im Süden durch die Stadt Salzburg, im Westen durch den Fluss Salzach, im Norden durch die Gemeinde Anthering und im Osten durch die Gemeinden Elixhausen und Hallwang bzw. Salzburg begrenzt.
Geologisch gesehen besteht Bergheim aus vielen kleinen Erhebungen und Senken, die durch Ausläufer eiszeitlicher Gletscher und deren Flüsse entstanden sind. Der heutige Ortskern liegt leicht erhöht (435 m ü. A.) und steigt weiter zum Plainberg an (562 m ü. A.). Im Ortsteil Voggenberg liegt mit dem Hochgitzen (674 m ü. A.) die höchste Erhebung.
Neben dem Fluss Salzach gibt es noch mehrere kleinere Bäche. Der größte von diesen ist die Fischach, ein Abfluss des Wallersees, der über Elixhausen in das Gemeindegebiet kommt, durch die Ortsteile Lengfelden und Fischach fließt und bei Muntigl in die Salzach mündet. Im Ortsteil Fischach zweigt ein Seitenarm der Fischach ab, der Mühlbach. Dieser mündet bei Muntigl wieder in die Fischach. Weitere Bäche heißen Plainbach, Bruckbach, Frauenbach und Ehrenbach.

### Gemeindegliederung
Das Gemeindegebiet umfasst folgende fünf Ortschaften (in Klammern Einwohnerzahl Stand 1. Jänner 2024):
- Bergheim (3162) samt Fischach, Hagenau und Maria Plain
- Lengfelden (1457) samt Auberg, Dexgitzen, Maria Sorg und Viehausen
- Muntigl (498) samt Eichpoint, Siggerweisen, Siglmühle und Überfuhr
- Plain (365) samt Gaglham, Plain-Kemating und Radeck
- Voggenberg (371) samt Breit, Hintergitzen, Kerath, Korb, Reit, Reitbach, Schwabgitzen und Winding

Die Gemeinde besteht aus den Katastralgemeinden Bergheim I und Voggenberg.

### Nachbargemeinden
|             | Anthering                                   | Elixhausen |
| Freilassing | Kompassrose, die auf Nachbargemeinden zeigt |            |
|             | Salzburg (S)                                | Hallwang   |

## Geschichte
Das Gebiet des heutigen Bergheim ist bereits seit dem ausgehenden Paläolithikum (10.000 v. Chr.) besiedelt, was durch einen Fund am Muntiglerhügel bezeugt ist. Weitere Funde aus dem Neolithikum (3. Jahrhundert v. Chr.), eine Höhensiedlung am Muntiglerberg und eine Bergsiedlung am Hochgitzen deuten auf eine ununterbrochene Besiedelung des Gebietes hin. Auch am Plainberg und in Lengfelden gab es Hinweise auf derartige Siedlungen.
Im 1. Jahrhundert v. Chr. besiedelten die Kelten das Gebiet. Im Jahre 15 v. Chr. besetzten erstmals die Römer die Gegend und ein Jahr später wurde das keltische Königreich Noricum Teil des Römischen Reiches. Aus dieser Zeit stammen vermutlich auch jene beiden römischen Gutshöfe, die man in Kerath und Kemating ausgegraben hat.
Im Jahr 488 n. Chr. zog die römische Besatzung auf Befehl König Odoakers ab.
Um 650 begannen die Bajuwaren den Raum Salzburg zu besiedeln. Im Jahr 1896 fand man nahe der heutigen Pfarrkirche eines der größten Gräberfelder des Flachgaus, das auf diese Zeit zurückgeht. Der Name Fischach taucht bereits um 700 auf und 788 ist im Güterverzeichnis Bischof Arnos von einer Kirche „Ad Fischaha“ (zur Fischach) die Rede, deren Lage aber bis heute nicht geklärt ist. Der Name Bergheim stammt ziemlich sicher aus dieser Zeit, da es sich bei der Silbe -heim um typisch bajuwarische Namen für Ortsneugründungen aus dieser Zeit handelt. Die erste urkundliche Erwähnung geht auf das Jahr 927 zurück, als Erzbischof Adalbert dem Diakon Reginold eine Kirche samt Gut übergab, deren Reste man unter der heutigen Pfarrkirche vermutet. Möglich, dass die zu dieser Zeit ansässigen Geschlechter (Itzlinger oder Fischacher) neben dem Gut auch eine Burg besaßen, worüber es jedoch keine Aufzeichnungen gibt.
Im 12. und 13. Jahrhundert hatten die Herren von Bergheim bedeutende Positionen rund um die Erzbischöfe inne, was sich auch auf die Stellung von Bergheim auswirkte: man hatte ein eigenes Gericht, Fischrechte sowie Zehente und Güter im Gemeindegebiet. Als Ende des 14. Jahrhunderts die Geschlechter der Bergheimer und Radecker erloschen, wurde der Grundbesitz vom Erzbistum Salzburg verwaltet und das Gericht nach Radeck verlegt, wo die Freiherrn von Rehlingen 1670 die Burg neu aufgebaut hatten. Heute erinnert daran nur noch die ehemalige, dem Hl. Johannes dem Täufer geweihte Burgkapelle.
Während der Franzosenkriege (1792 bis 1815) wurden große Teile Bergheims zerstört, als die französische Armee bei Laufen die Salzach überquerte und danach gegen Salzburg vorrückte. In dieser Zeit wechselte Bergheim mehrmals die Besitzer.
Als das Bundesland Salzburg im Jahr 1816 von Bayern zu Österreich überging, wurde Bergheim zum unmittelbaren Grenzort.

## Kultur und Sehenswürdigkeiten

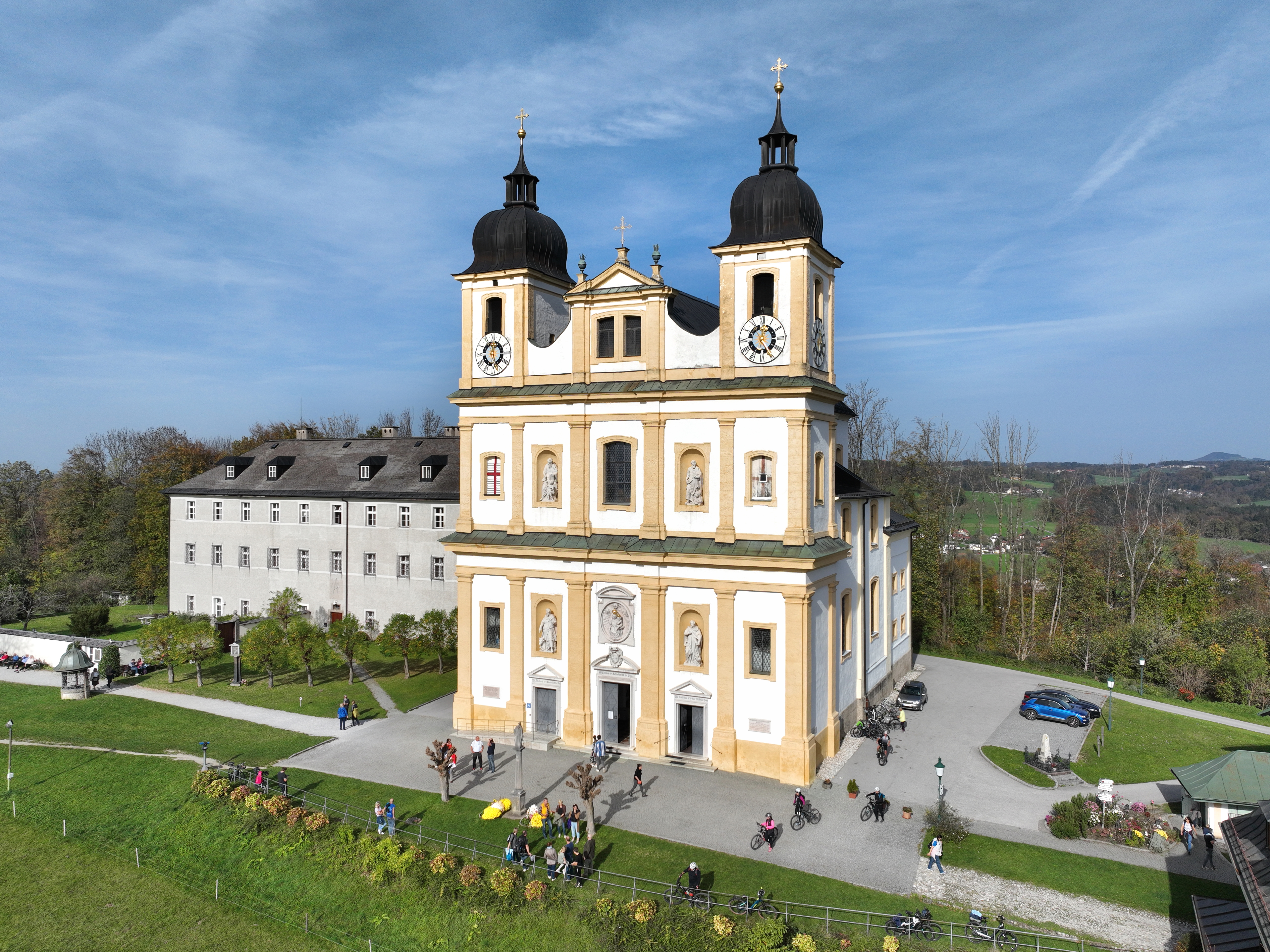
Wallfahrtskirche Maria Plain

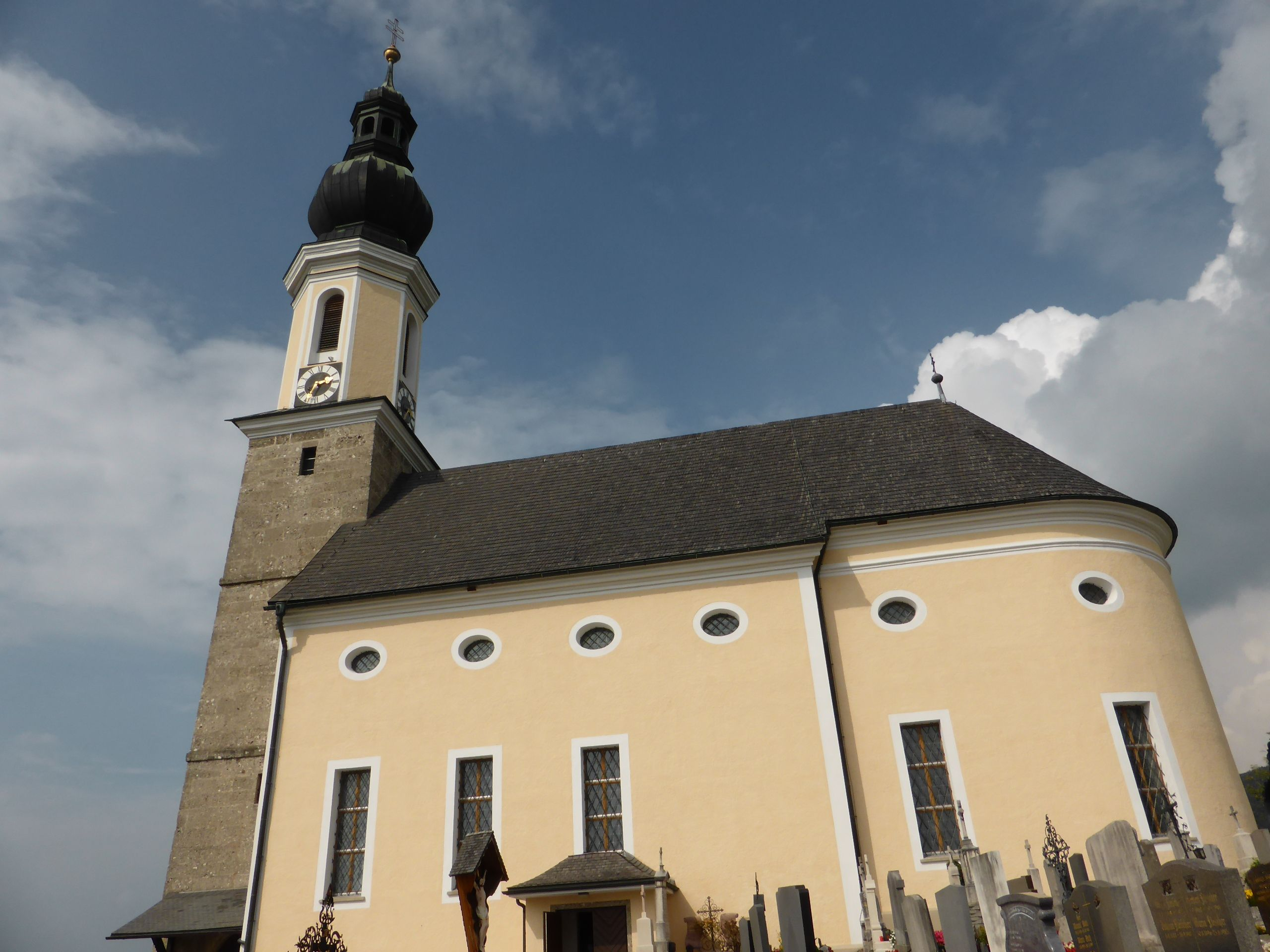
Pfarrkirche Bergheim

- Katholische Pfarrkirche Bergheim hl. Georg
- Gesamtanlage Maria Plain mit Kalvarienberganlage und Schmerzenskapelle
- Schloss Radeck mit Schlosskapelle zum hl. Johannes Baptist
- ehemalige Richtstätte auf dem Galgenbichl südlich des Schlosses Radeck an der Mattseer Landstraße
- Fischachbrücke in Lengfelden (1964 neu errichtet, ehedem von Dombaumeister Santino Solari erbaut mit erhaltenem Wappenstein des Erzbischofes Paris Lodron mit Jahresangabe 1635[4])

## Wirtschaft und Infrastruktur
Traditionell ist die Gemeinde landwirtschaftlich geprägt. Heute spielt sie auch als Standort für etliche Gewerbebranchen eine wichtige Rolle. In den letzten etwa 20 Jahren erlebte Bergheim auf Grund seiner Lage am Rande von Salzburg einen wirtschaftlichen Aufschwung. Das Handelszentrum zwischen Bergheim und Lengfelden beherbergt nationale und internationale Firmen. Im Gebiet Lengfelden Siedlung – Kasern siedelten sich vor allem Betriebe im Modebereich an. Begleitend erlebt auch der Tourismus einen Aufschwung. Viele Gäste der Salzburger Festspiele nehmen in Bergheim Quartier.

### Medien
In Bergheim sollte zu Beginn der 1960er Jahre ein Großsender für Mittelwelle mit zwei je 200 Meter hohen Sendemasten entstehen. Allerdings wurde dieses Projekt, nachdem man schon mit dem Bau des Sendergebäudes begonnen hat, aufgegeben, da man befürchtete, dass die Antennenmasten den Flugverkehr gefährden würden. Heute existiert auf dem Hochgitzen eine Sendeanlage der Salzburger Radiofabrik 107,5, eines zu den Freien Radios zählenden Hörfunksenders.

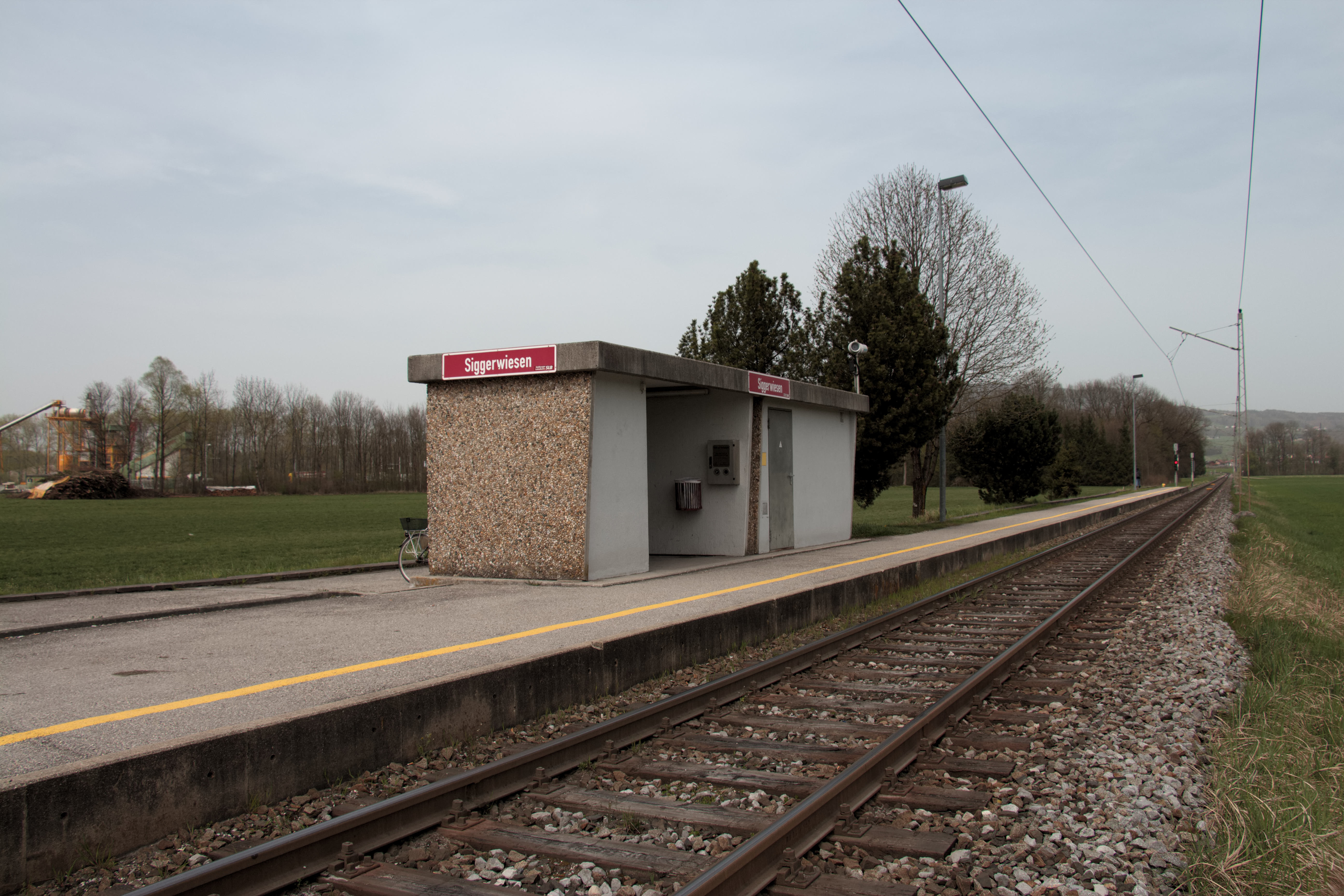
Lokalbahnhaltestelle Siggerwiesen

### Verkehr
Die Stadt Salzburg ist von Bergheim mit der Salzburger Lokalbahn (im Verbund mit der S-Bahn Salzburg als S-Bahn-Linie S1 deklariert) in wenigen Minuten erreichbar. Des Weiteren verbindet die Salzburger Buslinie 21 den Bahnhof Bergheim (noch auf Salzburger Gemeindegebiet) mit dem Ortszentrum, dem Ortsteil Lengfelden und Lengfelden Siedlung und führt weiter in die Stadt Salzburg. Weitere Haltestellen dieser Bahnlinie im Bereich Bergheim sind Hagenau (ebenfalls auf Salzburger Stadtgebiet) sowie Schlachthof, Muntigl und Siggerwiesen.
Ein Ortsverkehr (Buslinie 110) verbindet den Bahnhof Bergheim mit dem Ortskern und den Ortsteilen Fischach und Voggenberg. Der Ortsteil Viehausen ist mit der Postbuslinie 120 (Richtung Mattsee) mit der Stadt Salzburg verbunden.
Bergheim liegt an der Lamprechtshausener Straße, in die auch die kurze, die Gemeindegrenze zu Salzburg bildende Bergheimer Landesstraße L 118 im Bereich des Ortskerns einmündet. Auf dieser ist eine Halbanschlussstelle mit der Westautobahn (A1) vorhanden.

### Bildung
Bergheim hat zwei Kindergärten in Lengfelden und in Bergheim. In Bergheim gibt es eine Volksschule und eine Neue Mittelschule.

### Sport und Freizeit
Als Sport- und Freizeitangebot gibt es
- Wanderwege
- Freibad und Beachvolleyballplatz
- Tennisplätze
- für den Wintersport Eislaufplatz, Stockschützenbahn und Langlaufloipen
- Veranstaltungsort Mode Event Center
- Bis Sommer 2018 stand in Voggenberg eine Volkssternwarte. Diese übersiedelte auf den Haunsberg.

Der Fußballklub FC Bergheim ist 2019 in die Salzburger Liga aufgestiegen. Die Frauenmannschaft des FC Bergheim spielt derzeit (2019) in der Planer Pure Bundesliga.
Die seit 1997 existierenden Bergheimer Pfadfinder haben rund 65 Mitglieder.
Durch Bergheim führt entlang der Salzach als Radfernweg der Tauernradweg. Über den Plainberg vorbei an der Wallfahrtskirche Maria Plain führt der Salzburger Abschnitt des Jakobswegs.

## Politik

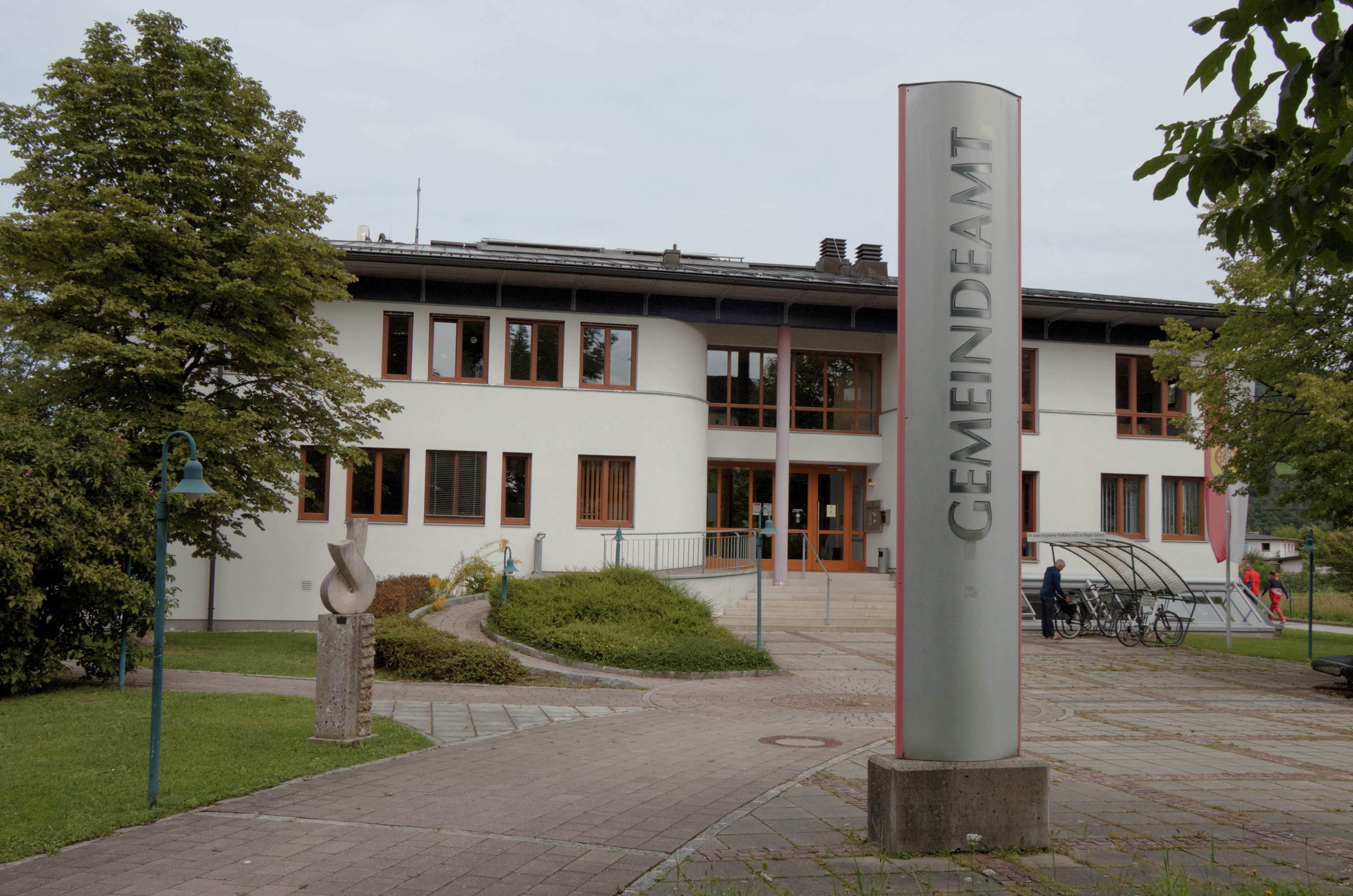
Gemeindeamt in Bergheim

### Gemeinderat
| Gemeinderatswahl 2024Wahlbeteiligung: 60,2 % 706050403020100 60,3 % (−4,2 %p)15,3 % (+3,7 %p)13,0 % (−0,2 %p)11,4 % (+0,7 %p) ÖVPGRÜNESPÖFPÖ20192024 |

Die Gemeindevertretung hat insgesamt 25 Mitglieder.
- Mit den Gemeindevertretungs- und Bürgermeisterwahlen in Salzburg 1999 hatte die Gemeindevertretung folgende Verteilung: 12 ÖVP, 5 FPÖ, und 4 SPÖ.
- Mit den Gemeindevertretungs- und Bürgermeisterwahlen in Salzburg 2004 hatte die Gemeindevertretung folgende Verteilung: 14 ÖVP, 5 SPÖ, und 2 FPÖ.
- Mit den Gemeindevertretungs- und Bürgermeisterwahlen in Salzburg 2009 hatte die Gemeindevertretung folgende Verteilung: 15 ÖVP, 2 SPÖ, 2 FPÖ/U, und 2 Grüne.[6]
- Mit den Gemeindevertretungs- und Bürgermeisterwahlen in Salzburg 2014 hatte die Gemeindevertretung folgende Verteilung: 16 ÖVP, 2 Grüne, 2 SPÖ, und 1 FPÖ. (21 Mitglieder)[7]
- Mit den Gemeindevertretungs- und Bürgermeisterwahlen in Salzburg 2019 hatte die Gemeindevertretung folgende Verteilung: 17 ÖVP, 3 SPÖ, 3 Grüne, und 2 FPÖ.[8]
- Mit den Gemeindevertretungs- und Bürgermeisterwahlen in Salzburg 2024 hat die Gemeindevertretung folgende Verteilung: 15 ÖVP, 4 Grüne, 3 SPÖ und 3 FPÖ.[9]

### Bürgermeister
- 1945–1949 Johann Oberholzer (ÖVP)[10]
- 1949–1954 Paul Gierlinger (ÖVP)
- 1954–1989 Christian Pongruber (ÖVP)
- 1989–2007 Josef Moßhammer (ÖVP)[11]
- 2007–2018 Johann Hutzinger (ÖVP)[12]
- seit 2018 Robert Bukovc (ÖVP)[13]

### Wappen
Das 1970 verliehene Wappen der Gemeinde ist: „In goldenem Schild ein grüner Dreiberg, auf dessen Mittelkuppe ruhend ein achtspeichiges rotes Wagenrad.“
Die Berge stellen die drei höchsten Erhebungen Bergheims dar (Hochgitzen, Plainberg und Voggenberg) Das Wagenrad weist auf die früheren Herren von Radeck hin.

## Persönlichkeiten

### Ehrenbürger der Gemeinde
- 1993: Josef Schnöll (1926–2000), Pfarrer und Dechant in Bergheim (1975–1993)[14]
- Christian Pongruber (1920–2019), Bürgermeister von Bergheim 1954–1989[15]
- Felix Königsberger (1946), Pfarrer in Bergheim von 1993 bis 2017
- Johann Hutzinger (1954), Bürgermeister von Bergheim von 2008 bis 2018

### Söhne und Töchter der Gemeinde
- Anselm Peter Schwab (1910–1983), Benediktinermönch, Priester und Förderer der Liturgischen Bewegung

### Mit der Gemeinde verbundene Persönlichkeiten
- Martin Zauner (* 1971), Politiker, Landesrat